# El magnífico Tony Carrera
El magnífico Tony Carrera és una pel·lícula de coproducció hispano-germano-italiana d'euroespionatge escrita i dirigida per José Antonio de la Loma i protagonitzada per Thomas Hunter. Fou rodada originàriament en 70 mm. Inicialment el paper protagonista fou pensat per a Roger Moore, però el va haver de deixar a causa d'un accident de cotxe.

## Sinopsi
Tony Carrera és un lladre a punt de jubilar-se. Es fa passar per un enginyer britànic que viu a Milà, però quan és a punt de casar-se la jove Ursula descobreix la seva identitat i li fa xantatge a canvi que accepti treballar en un últim robatori a Amsterdam: en una fortalesa vigilada per l'exèrcit on hi ha de robar una misteriosa maleta.

## Repartiment
- Thomas Hunter - Tony Carrera
- Gila von Weitershausen - Ursula Beaulieu
- Fernando Sancho - Professor Einstein
- Walter Barnes - Senador Barnes
- Erika Blanc - Antonella Arnaldini
- Alberto Farnese - Rick
- Gérard Tichy - Serge
- Dieter Augustin - Offizier
- Antonio Casas - Commissioner van Heuven
- Ini Assmann - Sammy
- Enzo Fiermonte - Arnaldo
- Hans Waldherr - Peppino

## Premis
Als Premis del Sindicat Nacional de l'Espectacle de 1968 va rebre el premi a la millor fotografia.